# Retorno do pluripartidarismo no Brasil
O retorno do pluripartidarismo no Brasil se refere ao atual período da história política do Brasil. O pluripartidarismo no Brasil está em vigor desde aprovada em definitivo através da Lei Federal n° 6 767, de 20 de dezembro de 1979, quando foi restabelecido o início do fim da ditadura militar brasileira, instituído seis anos depois.
Mas para que o pluripartidarismo realmente voltasse ao Brasil, houve uma série de fatores em conjunto, que levaram ao retorno do sistema pluripartidário ao país, o que acarretou anos depois no início da Sexta República do Brasil, com o governo deixando de ser administrado por militares.

## Antecedentes
Com a ditadura militar instaurada no Brasil em 1964, foi instituído o sistema bipartidário em 1965 com a promulgação do AI-2, que extinguiu todos os partidos políticos após as eleições para governador no mesmo ano, e o surgimento de apenas dois partidos:
- A ARENA (Aliança Renovadora Nacional), que apoiava a ditadura. Seus integrantes tinham cargos e benesses do governo, e tinham maior facilidade de obter verbas para obras, entre outras mordomias.
- E o MDB (Movimento Democrático Brasileiro), que era a oposição à ditadura. Era uma espécie de oposição consentida, e denunciava com frequência os desmandos e o autoritarismo do regime. Não raro, seus deputados corriam o risco de cassação de seus mandatos.

Em 1968, com diversas manifestações acerca do caráter mais violento e arbitrário da ditadura, foi instituído o AI-5, que proibia toda e qualquer manifestação pública de cunho político, e dando poderes ao Poder Executivo de cassar mandatos, aposentar funcionários públicos, suspender as garantias constitucionais de qualquer cidadão (inclusive a cassação de seus direitos políticos). O AI-5 foi o Ato Institucional mais violento e arbitrário da ditadura e vigoraria até 1979.
Em 1974 assume a presidência o General Ernesto Geisel, representante do grupo castelista (grupo de militares moderados das Forças Armadas), ele assume o poder, e faz um balanço após 10 anos de regime autoritário (instaurado em 1964), e depois de dois governos da linha-dura (militares da ala mais radical das Forças Armadas).

## Abertura política
As realidades verificadas pelo governo Geisel foram as seguintes:
- A esquerda radical estava liquidada, não tendo condições de reiniciar a luta armada a curto e médio prazo.
- A população estava cansada da longa permanência dos militares no poder, e da falta de liberdade política.
- A longa permanência dos militares no poder estava causando um desgaste lento, mas constante, nas Forças Armadas.
- A economia estava se deteriorando rapidamente, sendo impossível a volta do "Milagre Brasileiro" (período que foi de 1967 a 1973, quando o país experimentou um crescimento extraordinário, vendo seu PIB crescer a taxas de cerca de 10% ao ano - crescimento este que foi interrompido em 1973, com a Crise do Petróleo, e o que se seguiu foi um período de crise econômica que se estendeu até depois do final da ditadura).
- As Forças Armadas estavam elas próprias em crise, uma vez que os militares de baixo escalão estavam sofrendo nas mesas de suas casas os efeitos nefastos da crise econômica (inflação alta, arrocho salarial e aumento da miséria e pobreza).

Para o governo Geisel, a manutenção do regime do jeito em que se encontrava causaria não só um desgaste ainda maior das Forças Armadas como a um descontentamento generalizado na população, que colocaria em risco a existência do próprio regime.
Para o presidente, havia uma possibilidade de "salvação" do regime, com a intenção de prolongá-lo pelo maior tempo possível. A salvação seria a implementação da chamada "Abertura Política". Um conjunto de medidas, que tinha o objetivo de devolver à população as liberdades políticas perdidas com a implementação do regime, que seriam realizadas aos poucos, de modo "Lento, Gradual e Seguro", como o próprio presidente denominara. De modo que a sociedade recuperaria aos poucos as liberdades tiradas pelo Regime, que, em troca, se despiria de seu caráter autoritário e repressivo.
Na Abertura Política, haveria as seguintes medidas:
- Libertação e anistia dos presos políticos.
- Desmantelamento gradual dos aparelhos de repressão política.
- Fim da censura aos meios de comunicação.
- Fim da intervenção estatal nos sindicatos, movimentos estudantis, movimentos eclesiásticos (ligados à Igreja Católica), e demais organizações sociais.
- Criação de novos partidos políticos.
- Realização de eleições periódicas.
- Devolução gradativa do poder à sociedade civil.

## Problemas da abertura política no governo Geisel
O principal problema enfrentado pelo presidente Geisel foi que as reformas por ele propostas, foram feitas exatamente como ele mesmo predissera. Do modo "Lento, gradual e seguro".
Isso porque, embora ele fosse ligado ao grupo moderado do regime (mais disposto a uma liberalização política), ele não queria entrar em atrito com os elementos mais radicais (que dominavam os principais postos de comando na época), que certamente, por antecipação, o derrubariam do governo, se ele implementasse as reformas de acordo com seus interesses.
A principal realização de Geisel na Abertura Política, certamente, foi a diminuição da importância dos aparelhos de repressão política. Principalmente após as mortes do jornalista Vladimir Herzog (outubro de 1975) e do operário Manoel Fiel Filho (janeiro de 1976). Ambas as mortes ocorreram nas dependências do DOI-CODI de São Paulo.
No caso da morte de Vladimir Herzog, o presidente Geisel chegou a declarar que: "realmente houve um assassinato". E o episódio o levou a demitir o General Ednardo D´Ávila Mello do Comando do 2° Exército, sediado em São Paulo.
A versão oficial de suicídio de Herzog fornecida pelas autoridades, não convenceu a opinião pública, e, posteriormente, foi recusada pela Justiça Federal. E, finalmente, em 1978, a União foi condenada a pagar uma pesada indenização pela morte do jornalista, dando ganho de causa à família de Herzog.
Depois desse episódio, os aparelhos de repressão tiveram sua importância reduzida, até o seu completo desaparecimento no final do Regime Militar. E o episódio da morte de Herzog, significou o primeiro golpe certeiro contra os organismos de segurança e informações do Regime Militar, embora não fosse definitivo.

### Pacote de abril de 1977
Em 1977, o governo teve a sua maior derrota política até então, ao ver recusada pelo Congresso Nacional um projeto de sua autoria para reforma do Poder Judiciário. A resposta do governo foi imediata: fechou o Congresso, e editou as reformas por decreto. Essas medidas ficaram conhecidas como o Pacote de Abril.
As reformas propostas pelo Pacote de Abril eram:
- Ficou estipulada a figura do Senador Biônico, onde cada estado elegia três senadores, mas apenas dois eram eleitos diretamente. O terceiro era eleito pela convenção do partido situacionista (ARENA), geralmente nomeados pelo Governo Federal.
- O mandato presidencial subsequente foi estendido de cinco para seis anos.
- Manutenção das eleições indiretas para os governos estaduais em 1978.
- Eleições diretas para todos os cargos eletivos (exceto presidente) previstas para 1982.
- Para estas eleições, o voto só seria válido se em todos os cargos estivessem preenchidos na cédula de votação, por candidatos do mesmo partido político. Caso contrário, o voto seria invalidado, e não seria computado.

Com o pacote, o governo resolveu dois problemas de uma só vez: Teve certeza de que as reformas implementadas estariam de acordo com seus interesses, e por outro lado, apaziguava a linha dura (ala radical das Forças Armadas), temerosa de que as reformas pudessem rapidamente devolver o poder à sociedade civil. Isso foi chamado pela população como "matar dois coelhos com uma só paulada". Politicamente, isso era chamado de "prudência democrática".
Era isso que Geisel se propunha a fazer. Abriria aos poucos o Regime sem entrar em choque com os grupos mais radicais das Forças Armadas.

## Sucessão presidencial em 1978
Em 1977, começou o problema para a sucessão presidencial, que seria em 1978. Discretamente, a ala radical estava preparando a indicação do General Silvio Frota, ministro do Exército, para suceder ao Geisel, o presidente sabia que a indicação de um integrante da linha dura para a sucessão, poria todo o planejamento da Abertura Política em risco. E não teve dúvidas: demitiu o ministro.
O ministro demissionário ainda tentou resistir, tentando organizar uma reunião no Alto Comando. Mas o plano fracassou, pois os generais foram convencidos a se reunirem com o presidente Geisel, e não com o ministro demissionário.
Para o presidente, os termos eram claros: ele desejava para sua sucessão um integrante da ala moderada das Forças Armadas, à sua imagem e semelhança de pensamento, e que estivesse disposto a levar adiante o projeto da Abertura Política.
O escolhido foi o General João Baptista de Oliveira Figueiredo, que fez carreira no SNI, o Serviço Nacional de Informações, ligado aos aparelhos de repressão política do regime.
Embora fosse ligado à comunidade de informações (dominada por integrantes da linha dura), Figueiredo estava disposto a levar a Abertura Política adiante, uma vez que, as próprias Forças Armadas sentiam o desgaste de tantos anos de autoritarismo, sem resolver os principais problemas do país (que se agravariam nos anos seguintes).
O MDB, partido de oposição do regime ainda articulou a candidatura do General da Reserva Euler Bentes Monteiro para concorrer com Figueiredo no Colégio Eleitoral, mas sem obter sucesso.
Diante disso, e com uma candidatura que contava com o apoio de Geisel, Figueiredo foi eleito pelo Colégio Eleitoral. Seria empossado em 15 de março de 1979, tendo seu mandato até 15 de março de 1985.

## Fim do AI-5
Com a oposição calada, a luta armada totalmente desintegrada, e com os parlamentares do MDB sendo frequentemente ameaçados de cassação do mandato, os próprios integrantes do regime perceberam que, as comunidades de segurança e de informações a ela ligadas estavam gradativamente perdendo importância. Não havia mais a ameaça do "perigo comunista", e não havia mais razões para manter o regime fechado, como na época dos governos Costa e Silva e Médici. E as mortes de Vladimir Herzog e Manoel Fiel Filho derrubaram por completo a importância da comunidade de informações perante o governo.
Os elementos moderados do regime então se mobilizaram para dar fim ao AI-5, permitindo uma maior liberalização do regime, possibilitando à sociedade civil recuperar as liberdades perdidas com a promulgação do Ato Institucional.
Com isto feito, o AI-5 foi colocado em votação pelo Congresso Nacional, onde teria prazo para ser extinto: ele seria revogado em 1° de janeiro de 1979.
Com a revogação do AI-5, a sociedade, durante tantos anos calada, começava a se mobilizar. Os sindicatos se viram livres da intervenção estatal. O movimento estudantil reorganizou-se. E todas essas entidades em conjunto passaram a pressionar o governo nos anos seguintes.
A revogação do AI-5 representou o segundo golpe contra a linha-dura das Forças Armadas (que dominavam os órgãos de repressão do regime).

## Lei da Anistia
O final de 1978 e início de 1979 marcaram a luta pela Anistia Política. A sociedade lutava para que os presos políticos fossem anistiados, e os exilados pudessem retornar ao Brasil.
A Lei da Anistia (Lei Federal n° 6 683, de 28 de agosto de 1979) foi promulgada logo após o General João Baptista de Oliveira Figueiredo ser empossado em 15 de março de 1979.
Ela consistia em anistiar qualquer cidadão envolvido em crimes políticos no período compreendido entre 25 de agosto de 1961 (data da renúncia do então presidente Jânio Quadros) e 15 de agosto de 1979 (data da entrada em plenário da lei para apreciação pelo Senado Federal). No mesmo sentido, eram anistiados os servidores públicos civis e militares.
A lei da Anistia consistia em uma via de mão dupla, pois, além de anistiar as vítimas de crimes políticos, também anistiava inúmeros agentes a serviço da repressão do regime (torturadores, assassinos, entre outros). Isso foi chamado no jargão jurídico, de "Anistia de Dupla Mão".
Isso possibilitou a volta de inúmeros cidadãos que viviam no exílio, tais como os cantores Gilberto Gil e Caetano Veloso, e políticos como Miguel Arraes, Leonel Brizola, entre outros.
O hino da Anistia foi a canção "O Bêbado e a Equilibrista", de composição de João Bosco e Aldir Blanc, interpretada por Elis Regina.

## Primeiros partidos do retorno
Com o fim do AI-5 e com a Anistia, o governo militar se encontrava com outro problema político.
Tomando como base o descontentamento da população (principalmente devido à crise econômica) e o crescimento eleitoral do MDB nas eleições legislativas de 1974, e nas eleições municipais de 1976, era de se esperar que nas próximas eleições marcadas para 1982, que o MDB vencesse a ARENA de modo esmagador. Era vitória certa nas Câmaras Municipais, na maioria das Prefeituras, nas assembleias legislativas dos Estados, na Câmara dos Deputados, no Senado Federal, e, para verdadeira desgraça para o regime, seria maioria no Colégio Eleitoral, que elegeria o próximo Presidente da República em 1985.
O governo sabia que esta situação era inevitável e irreversível, mas também não tinha mais condições de mudar as regras do jogo eleitoral, para favorecer seu próprio partido, e ganhar o ódio da opinião pública.
Então, o chefe da Casa Civil de Figueiredo, General Golbery do Couto e Silva, veio com a seguinte ideia: o bipartidarismo, que vigorava no país desde o AI-2, instituído em 1965, era extremamente artificial, imposto pela força, e totalmente malvisto pela população, era totalmente antidemocrático, não expressando a realidade política vivida na época. Para solucionar o problema, era necessário democratizar o sistema, permitindo a criação de novos partidos políticos.
Para isso, foi criada a lei que restabelecia o pluripartidarismo, e foi aprovada através da Lei Federal n° 6 767, de 20 de dezembro de 1979.
Com isso, a Arena se transformou no Partido Democrático Social (PDS), que continuava apoiando o governo.
Já o MDB se transformou no Partido do Movimento Democrático Brasileiro (PMDB), que contava com opositores do regime, mas ele também deu origem a novos partidos:
- PTB (Partido Trabalhista Brasileiro) - Reunia antigas lideranças ligadas ao antigo trabalhismo de João Goulart e Getúlio Vargas.
- PT (Partido dos Trabalhadores) - Criado a partir de novas lideranças sindicais surgidas após o fim do AI-5. Principalmente do movimento operário surgido na Grande São Paulo e Região do Grande ABC. De orientação radical de esquerda, combatia ao extremo o governo ditatorial, criticava a política econômica e social do regime, e era o mais combatido tanto pelo próprio regime, quando pelos partidos de direita.
- PDT - (Partido Democrático Trabalhista) - Criado pela dissidência do trabalhismo dentro do PTB. Dentre os dissidentes, estava Leonel Brizola.
- PP - (Partido Popular) - De orientação moderada, tentava ser um meio-termo entre o PDS e o PMDB, e cujas lideranças foram o então governador do Rio de Janeiro Chagas Freitas e o senador mineiro Tancredo Neves. Sem conseguir se consolidar em nível nacional, o partido foi incorporado ao PMDB em 1981.

Diante de tamanha benevolência do regime, a opinião pública ficou encantada, bem como os apoiadores do regime (incluindo os militares da linha dura). Pois dentro do governo, era sabido que todos os antigos membros da ARENA iriam praticamente para apenas um dos novos partidos criados. Enquanto os membros do antigo MDB, que tinham em comum apenas a oposição ao regime, iriam se fragmentar em cinco novas agremiações recém-criadas, e que, divididas em ideologias, não seriam uma ameaça grande, como era o antigo MDB nas eleições programadas para 1982.
E no ano seguinte, em 1980, foi aprovada a lei que restabelecia as eleições diretas para governador, e esta regra valeria para as próximas eleições, programadas para 1982.
Mas os setores ligados à linha-dura das Forças Armadas, e ligados à comunidade de informações do regime, insatisfeitos com o andamento da abertura política, tentaram desestabilizar o regime. Para isso, lançaram mão de atentados terroristas, como o malsucedido Atentado do Riocentro, em abril de 1981.
O insucesso do atentado foi o "tiro de morte" dos órgãos de informação, e dos militares ligados à linha dura, que chegaram até a participar do governo Figueiredo, mas, com pouca influência, suas lideranças foram colocadas em cargos de menor importância, não representando maior perigo para a política de abertura do governo.

## Eleições de 1982
As eleições gerais de 1982, para governador, prefeito, senador (um por estado, exceto Rondônia), deputados federais e estaduais e vereador, foram realizadas em 15 de novembro.
O antigo território federal de Rondônia foi transformado em estado pela Lei Complementar n° 41, de 22 de dezembro de 1981, mas não teve eleições para governador por casuísmo, sendo mantido no governo, o Coronel Jorge Teixeira.
O resultado foi o seguinte:
- O PDS, partido que apoiava o regime militar, venceu em 12 estados, a maioria no Nordeste: Alagoas, Bahia, Ceará, Maranhão, Mato Grosso, Paraíba, Pernambuco, Piauí, Rio Grande do Norte, Rio Grande do Sul, Santa Catarina e Sergipe.
- O PMDB, partido de oposição ao regime, venceu em 10 estados, inclusive nos de maior importância e população: Acre, Amazonas, Espírito Santo, Goiás, Mato Grosso do Sul, Minas Gerais, Pará, Paraná e São Paulo.
- O PDT, também de oposição, venceu no estado do Rio de Janeiro.
- Para senador, o PDS ganhou nos estados em que venceu para governador, e elegeu os três senadores representantes do novo estado de Rondônia, totalizando 15 representantes.
- O PMDB elegeu seus representantes nos dez estados em que venceu para governador.
- O PDT elegeu seu único senador no Rio de Janeiro.
- Para deputado federal, o PDS elegeu 235 representantes, sendo a maior bancada da Câmara Federal.
- O PMDB elegeu 200 representantes, tendo a segunda maior bancada.
- O PDT conseguiu eleger 23 deputados, a maioria no Rio de Janeiro.
- O PTB elegeu 13 deputados.
- O PT elegeu 8 deputados.

Embora o PDS tivesse a maior bancada da Câmara, ela não era maioria, pois contava com 49% das vagas, o que impediu o partido de alcançar a maioria. Pois os demais partidos juntos, formando o bloco oposicionista, conquistaram os outros 51% das vagas, caracterizando a maioria absoluta da oposição na Câmara Federal.
Em termos gerais, o PDS, embora tivesse ganho na maioria dos estados, e tivesse a maior bancada na Câmara Federal e no Senado, foi o maior derrotado nas eleições, pois acabou perdendo os governos dos estados mais importantes da Federação, e sua bancada na Câmara Federal, embora fosse a maior, não era a maioria absoluta, pois acabou deixando a oposição ser a maioria absoluta na Câmara.
A vitória absoluta foi da oposição (PMDB, PDT, PT e PTB), que venceram nos principais estados, e conseguiram a maioria absoluta na Câmara Federal, embora fosse minoria no Senado.
Isso possibilitou o fortalecimento da luta política, e forçou o governo militar a fazer concessões as quais não estavam previstas no projeto da Abertura Política. O último partido criado antes do encerramento do Regime foi o PMN (atual MOBILIZA), em abril de 1984.

## Os novos partidos e a legalização das legendas de esquerda
Em 1985, logo após a posse de José Sarney na Presidência da República em lugar de Tancredo Neves, que morrera em 21 de abril, foram criados o PSC e o Partido da Juventude (PJ), fundado por Daniel Tourinho, ex-integrante do PDT. Antes, em janeiro, uma dissidência do PDS criou o Partido da Frente Liberal (renomeado para Democratas em 2007), que formou com o PMDB a "Aliança Democrática". 4 anos depois, o PJ é rebatizado como Partido da Reconstrução Nacional (PRN). O PDC, 20 anos depois da extinção pelo AI-2, volta à ativa, com José Maria Eymael como seu principal integrante. Em 1989, o PJ é renomeado para Partido da Reconstrução Nacional (PRN), elegendo Fernando Collor de Mello para a presidência da República.
Durante o período, PCdoB, PCB e PSB voltaram a ser legalizados, e em 1988, um grupo de ex-peemedebistas, entre os quais destacavam-se Fernando Henrique Cardoso, Mário Covas e Franco Montoro, funda o PSDB, que ocuparia lugar de destaque nos anos seguintes. Em 1993, parte dos filiados do PST (fundado em 1988), liderada por Levy Fidelix, fundou o Partido Trabalhista Renovador Brasileiro (PTRB), embrião do PRTB, que fez sua estreia eleitoral em 1996.
Em 1993, o PDC fundiu-se ao PDS, dando origem ao Partido Progressista Reformador (PPR), que durou 2 anos. Desagradado com a fusão, Eymael funda, em 1995, o Partido Social Democrata Cristão (PSDC), que mudaria de nome para Democracia Cristã (DC) em 2017. No mesmo ano, o PPR muda sua denominação para Partido Progressista Brasileiro (PPB), utilizada até 2003, quando tirou o Brasileiro e tornou-se apenas Partido Progressista (PP), que não tinha nenhuma relação com o partido homônimo, surgido após a fusão entre o PST fundado em 1988 e do PTR e que teve o ex-governador do Paraná e ex-senador da República Álvaro Dias como seu principal filiado. Também em 1995, outras 2 legendas foram criadas: o Partido da Solidariedade Nacional (PSN), presidido pelo empresário franco-brasileiro Philippe Guedon (falecido em 2020) e renomeado Partido Humanista da Solidariedade em 2000, e o Partido Geral dos Trabalhadores (PGT), fundado por dirigentes da Confederação Geral dos Trabalhadores e incorporado ao PL em 2003, assim como o PST de 1996, mesmo ano de fundação do Partido dos Aposentados da Nação (PAN), presidido por Osmar de Oliveira Lins e que fundiu-se ao PTB dez anos depois. Em 2001, após um baixo desempenho nas eleições do ano anterior, o PRN muda seu nome para Partido Trabalhista Cristão.
Na década de 2010, o TSE aprovou os registros de outros 2 partidos: o Partido Republicano da Ordem Social (PROS, fundado em 2010 e registrado em 2013) e Partido Novo (criado em 2013 e que estreou nas eleições de 2016, lançando João Amoêdo, seu fundador, como candidato à Presidência da República em 2018). Em 2015, foi aprovado o registro do Partido da Mulher Brasileira (PMB), que chegou a ser renomeado para Brasil 35 em abril de 2021.
Após as eleições de 2018, 3 partidos que não atingiram a cláusula de barreira deixaram de existir: PRP, PHS e PPL (que teve João Goulart Filho como candidato à Presidência no mesmo ano), incorporados por Patriota, Podemos e PCdoB, respectivamente. Das 3 fusões, a do PHS com o Podemos foi a que demorou mais tempo: os fundadores e presidentes dos diretórios estaduais judicializaram a incorporação no TSE e no TJDF, após inúmeras denúncias de mau uso das verbas do fundo partidário pelo grupo, e em 23 de fevereiro de 2019, representantes de mais de 20 estados fizeram um encontro nacional que elegeu uma comissão interventora, que gerenciou o partido até setembro, quando a incorporação foi finalmente oficializada.
Em dezembro, a Unidade Popular (UP), fundada em 2016, tornou-se o mais novo partido registrado no TSE, antecedido pelo União Brasil, fundado em outubro de 2021 e registrado no TSE em fevereiro de 2022 após a fusão entre PSL e DEM. Em março de 2022, o TSE aprova a mudança da nomenclatura do PTC para Agir.
Após as eleições de 2022, 15 partidos não superaram a cláusula de barreira após não conseguirem 2% dos votos válidos; 6 elegeram deputados federais (PTB, Partido Novo, PROS, PSC, Patriota e Solidariedade) e 9 não elegeram nenhum candidato (PCB, PSTU, Agir, DC, PRTB, PMN, PCO, UP e PMB). Para superar a cláusula, dirigentes de PROS (3 deputados eleitos) e Solidariedade (4 candidatos) anunciaram a fusão entre os partidos, mantendo o nome deste último e o número do PROS (90); enquanto PTB e Patriota decidiram pela criação de um novo partido chamado Mais Brasil, vetando as presenças de Roberto Jefferson, Cristiane Brasil e Eduardo Cunha, tendo o 25 (usado pelo PFL/Democratas entre 1985 e 2022) como número de registro. Como alternativa a um indeferimento do TSE ao nome escolhido, o partido aprovou o nome definitivo de Partido Renovação Democrática, deferido em novembro de 2023.
Em 22 de novembro de 2022, o Podemos anunciou a fusão com o PSC, mantendo o nome atual e passando a adotar o 20 no lugar do 19, aumentando sua bancada no Congresso Nacional (18 deputados federais e 7 senadores).

## As legendas com registro provisório ou que duraram pouco
Entre 1985 e 1992, vários partidos conseguiram no TSE o registro provisório para concorrer em eleições. 15 deles não obtiveram o registro definitivo e encerraram as atividades logo após o pleito. Cinco chegaram a disputar a eleição presidencial de 1989: PP (Paulo Gontijo), PLP (Eudes Mattar), PN (Lívia Maria Pio), PPB (Antônio Pedreira) e PDCdoB (Manoel Horta).
O PMB, criado em 1985 pelo pastor evangélico e advogado Armando Corrêa, ficou famoso também em 1989 quando seu fundador abriu mão da candidatura e deu lugar ao apresentador e empresário Silvio Santos na segunda metade da campanha. Porém, irregularidades fizeram com que o partido perdesse o registro. Entre os partidos "nanicos" da eleição presidencial, o PRONA, de Enéas Carneiro, foi o que mais durou: 17 anos, até sua fusão com o PL em 2006, dando origem ao Partido da República (PR), que retomou o nome original em 2019.